# 东长街 (斯德哥尔摩)

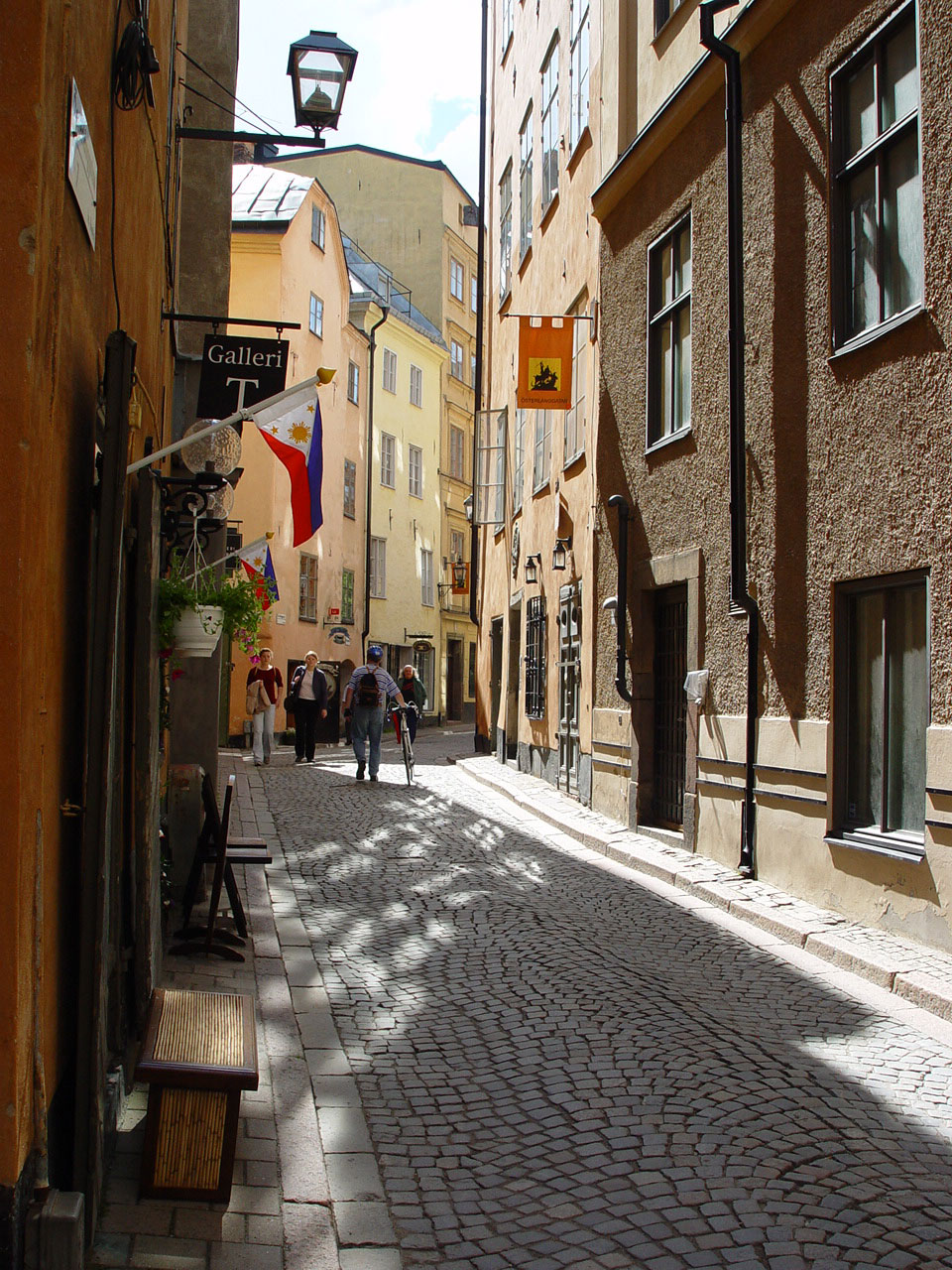
东长街

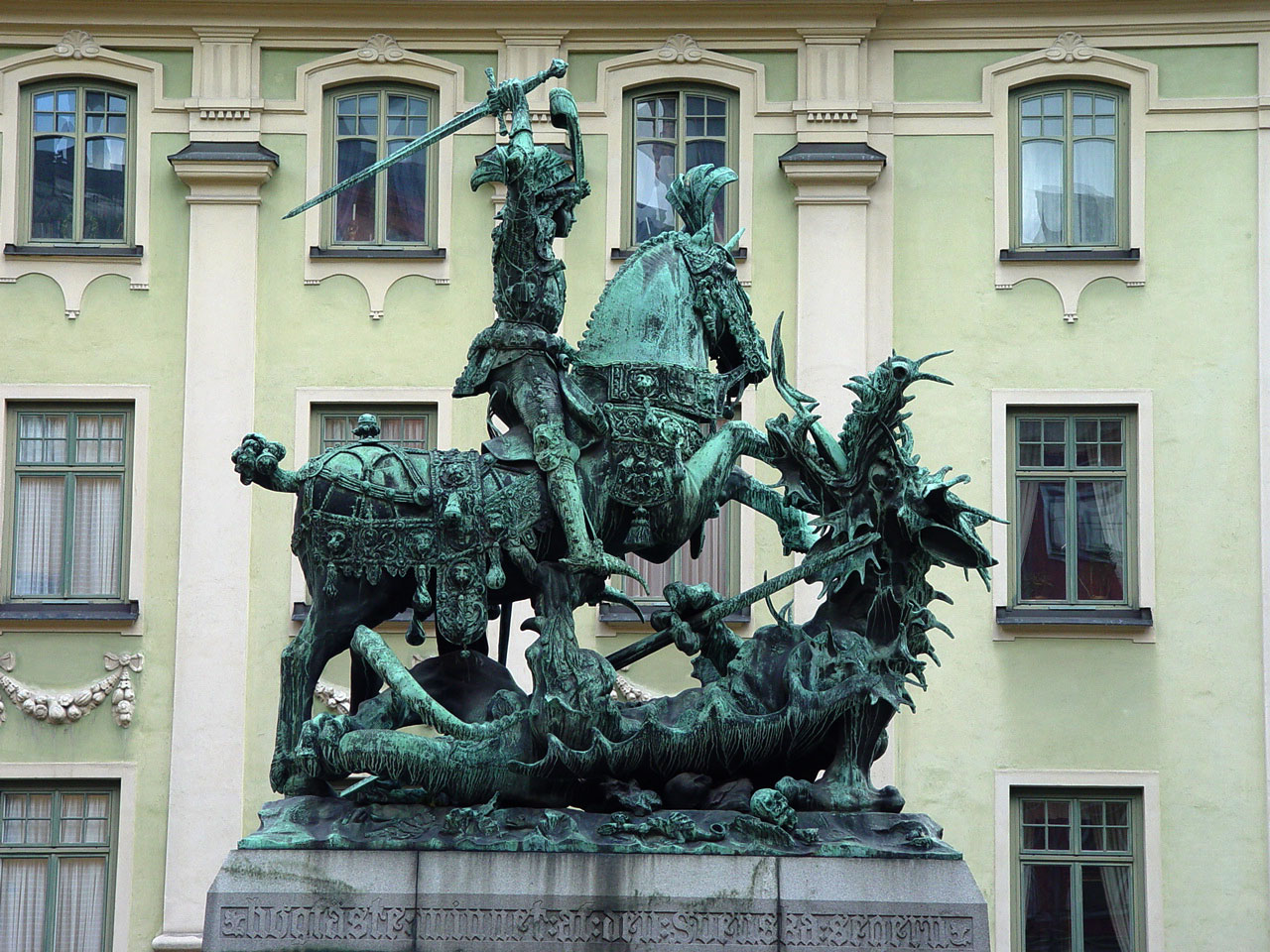
圣乔治与龙

东长街（瑞典語：Österlånggatan）是瑞典斯德哥尔摩老城的主要街道之一，北起王宫斜坡（Slottsbacken），南到铁广场（Järntorget）， 与Bagge街（Baggensgatan）和船桥（Skeppsbron）平行。沿街的主要景点包括商人斜坡（Köpmanbrinken）的圣乔治与龙雕塑，以及东长街51号的金和平餐厅（Den Gyldene Freden），开业于1722年，吉尼斯世界纪录大全称之为最古老的室内不变的餐厅之一。